# Allium willeanum
Allium willeanum — вид рослин з родини амарилісових (Amaryllidaceae); ендемік Кіпру.

## Опис
Цибулина мала й овальна, ≈ 2.5 см завдовжки й 2 см ушир; є цибулинки; зовнішні оболонки коричнево-фіолетові. Стеблина тонка й прямовисна, кругла в перерізі, до 50 см. 2n = 16.
Період цвітіння: червень і липень.

## Поширення
Ендемік Кіпру, де зафіксований на більшій частині острова.
Зростає в гаригах або на сухих, кам'янистих схилах, зрідка в щілинах каменів чи скель, або в сухих руслах річок і на вапнякових або магматичних утвореннях. Вид можна також знайти на узбіччях доріг, на необробленому ґрунті та на краях полів.

## Загрози й охорона
Особливих загроз нема. Деякі субпопуляції трапляються в заповідних зонах.